# Campeonato da Europa de Atletismo de 2018 - Lançamento de dardo masculino

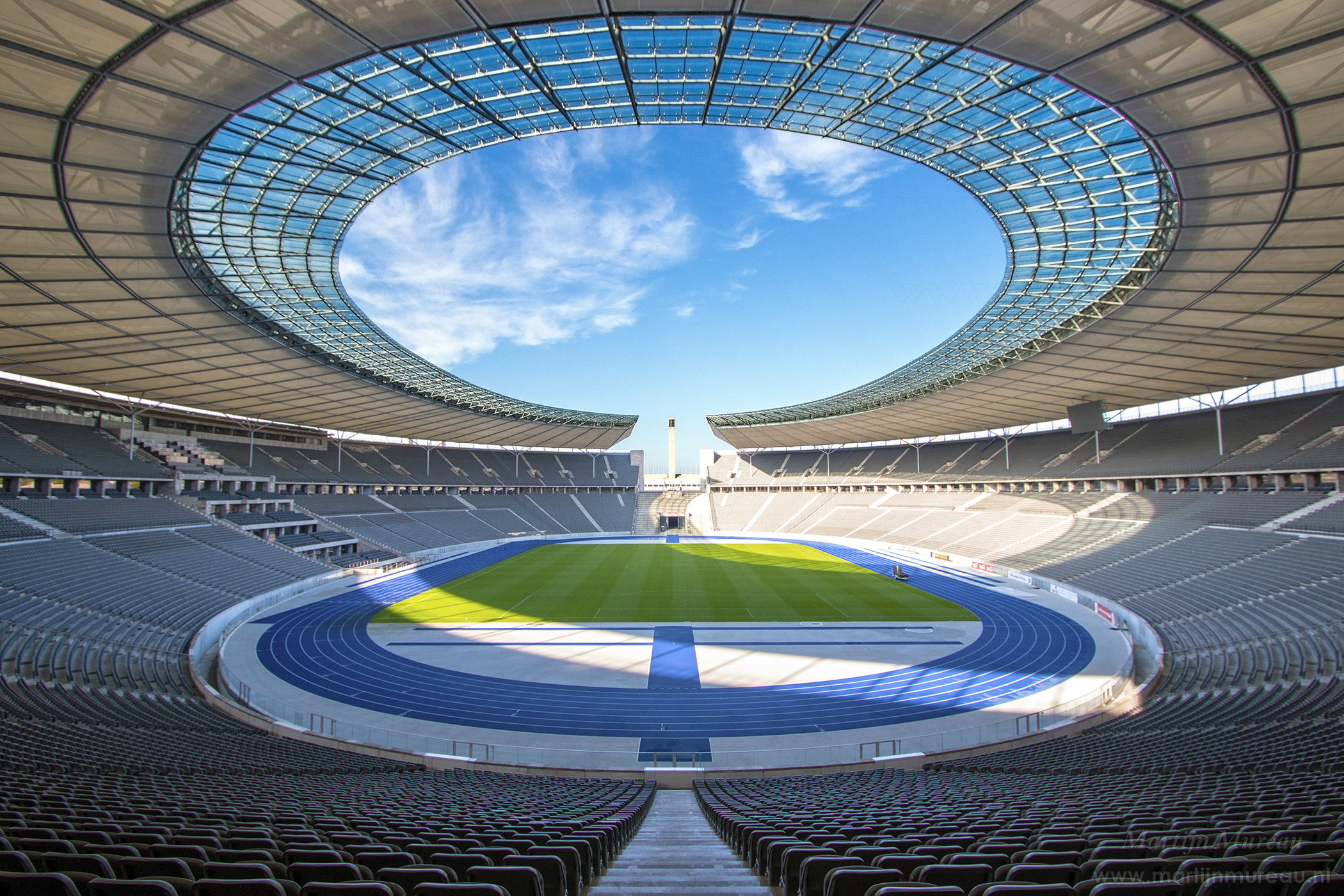
Estádio de futebol escolhido para a Final, na Alemanha

A prova do lançamento de dardo masculino do Campeonato da Europa de Atletismo de 2018 foi disputada entre os dias  8 e 9 de agosto de 2018 no Estádio Olímpico de Berlim em Berlim,  na Alemanha. 

## Recordes
Antes desta competição, os recordes mundiais e do campeonato nesta prova eram os seguintes:
|                       | Nome          | Nacionalidade | Distância | Local     | Data                 |
| --------------------- | ------------- | ------------- | --------- | --------- | -------------------- |
| Recorde mundial       | Jan Železný   | Chéquia       | 98m 48cm  | Jena      | 25 de maio de 1996   |
| Recorde do campeonato | Steve Backley | Reino Unido   | 89m 72cm  | Budapeste | 23 de agosto de 1998 |
| Recorde europeu       | Jan Železný   | Chéquia       | 98m 48cm  | Jena      | 25 de maio de 1996   |

## Medalhistas
| Ouro                | Prata                 | Bronze            |
| Thomas Röhler (GER) | Andreas Hofmann (GER) | Magnus Kirt (EST) |

## Cronograma
Todos os horários são locais (UTC+2).
| Data        | Hora  | Evento       |
| ----------- | ----- | ------------ |
| 8 de agosto | 13:00 | Qualificação |
| 9 de agosto | 20:22 | Final        |

## Resultados

### Qualificação
Qualificação: Desempenho de 82.00 m (Q) ou os 12 melhores qualificados (q). 
| Posição | Grupo | Atleta                   | Nacionalidade        | #1    | #2    | #3    | Resultado | Notas                |
| ------- | ----- | ------------------------ | -------------------- | ----- | ----- | ----- | --------- | -------------------- |
| 1       | B     | Johannes Vetter          | Alemanha             | 87.39 |       |       | 87.39     | Q                    |
| 2       | B     | Thomas Röhler            | Alemanha             | x     | 78.95 | 85.47 | 85.47     | Q                    |
| 3       | A     | Marcin Krukowski         | Polónia              | 84.35 |       |       | 84.35     | Q,                   |
| 4       | B     | Cyprian Mrzygłód         | Polónia              | 80.52 | 83.85 |       | 83.85     | Q,                   |
| 5       | B     | Magnus Kirt              | Estónia              | 83.15 |       |       | 83.15     | Q                    |
| 6       | A     | Andreas Hofmann          | Alemanha             | 82.36 |       |       | 82.36     | Q                    |
| 7       | A     | Rolands Štrobinders      | Letónia              | 76.00 | 81.93 | 78.07 | 81.93     | q                    |
| 8       | A     | Edis Matusevičius        | Lituânia             | 79.45 | 79.49 | 81.08 | 81.08     | q                    |
| 9       | B     | Andrian Mardare          | Moldávia             | 78.63 | 80.46 | 80.31 | 80.46     | q                    |
| 10      | B     | Jakub Vadlejch           | Chéquia              | x     | 80.28 | x     | 80.28     | q                    |
| 11      | A     | Antti Ruuskanen          | Finlândia            | x     | 77.40 | 79.93 | 79.93     | q                    |
| 12      | A     | Petr Frydrych            | Chéquia              | 77.02 | 74.55 | 79.74 | 79.74     | q                    |
| 13      | A     | Gatis Čakšs              | Letónia              | 78.13 | x     | 75.94 | 78.13     |                      |
| 14      | B     | Patriks Gailums          | Letónia              | 78.10 | x     | 75.79 | 78.10     | Recorde da temporada |
| 15      | A     | Tanel Laanmäe            | Estónia              | 77.21 | x     | x     | 77.21     |                      |
| 16      | B     | Oliver Helander          | Finlândia            | x     | x     | 76.64 | 76.64     |                      |
| 17      | A     | Alexandru Novac          | Roménia              | 72.81 | x     | 76.44 | 76.44     |                      |
| 18      | A     | Vedran Samac             | Sérvia               | x     | 75.89 | 75.67 | 75.89     |                      |
| 19      | B     | Jaroslav Jílek           | Chéquia              | 75.83 | 75.80 | 73.06 | 75.83     |                      |
| 20      | B     | Sindri Hrafn Guðmundsson | Islândia             | 72.40 | 74.91 | 74.13 | 74.91     |                      |
| 21      | B     | Bartosz Osewski          | Polónia              | 73.56 | 73.37 | 74.80 | 74.80     |                      |
| 22      | A     | Yuriy Kushniruk          | Ucrânia              | 72.17 | 71.36 | 73.79 | 73.79     |                      |
| 23      | B     | Pavel Mialeshka          | Bielorrússia         | 73.55 | x     | x     | 73.55     |                      |
| 24      | A     | Nicolás Quijera          | Espanha              | 73.27 | x     | 71.04 | 73.27     |                      |
| 25      | B     | Jiannis Smalios          | Suécia               | x     | 68.61 | 72.09 | 72.09     |                      |
| 26      | A     | Roberto Bertolini        | Itália               | 71.94 | 71.64 | x     | 71.94     |                      |
| 27      | B     | Norbert Rivasz-Tóth      | Hungria              | x     | x     | 69.94 | 69.94     |                      |
| 28      | A     | Dejan Mileusnić          | Bósnia e Herzegovina | 67.16 | x     | x     | 67.16     |                      |

### Final
| Posição           | Atleta              | Nacionalidade | #1    | #2    | #3    | #4    | #5    | #6    | Resultado | Notas                |
| ----------------- | ------------------- | ------------- | ----- | ----- | ----- | ----- | ----- | ----- | --------- | -------------------- |
| Medalha de ouro   | Thomas Röhler       | Alemanha      | x     | 88.02 | 89.47 | 87.58 | –     | 87.90 | 89.47     |                      |
| Medalha de prata  | Andreas Hofmann     | Alemanha      | 85.61 | 87.60 | x     | x     | x     | 85.48 | 87.60     |                      |
| Medalha de bronze | Magnus Kirt         | Estónia       | 85.96 | x     | 82.84 | 81.67 | 82.46 | 84.81 | 85.96     |                      |
| 4                 | Marcin Krukowski    | Polónia       | 77.83 | 76.04 | 84.55 | 83.28 | 82.84 | x     | 84.55     | Recorde da temporada |
| 5                 | Johannes Vetter     | Alemanha      | x     | 82.59 | 81.51 | x     | 83.27 | 80.01 | 83.27     |                      |
| 6                 | Antti Ruuskanen     | Finlândia     | 80.13 | x     | 80.38 | x     | 81.70 | x     | 81.70     |                      |
| 7                 | Andrian Mardare     | Moldávia      | 81.54 | x     | 80.41 | x     | 80.33 | x     | 81.54     |                      |
| 8                 | Jakub Vadlejch      | Chéquia       | 80.64 | x     | x     | x     | x     | x     | 80.64     |                      |
| 9                 | Cyprian Mrzygłód    | Polónia       | 76.97 | 78.21 | 80.20 |       |       |       | 80.20     |                      |
| 10                | Edis Matusevičius   | Lituânia      | 77.64 | 76.66 | x     |       |       |       | 77.64     |                      |
| 11                | Rolands Štrobinders | Letónia       | 75.76 | 76.59 | x     |       |       |       | 76.59     |                      |
| 12                | Petr Frydrych       | Chéquia       | 72.79 | x     | x     |       |       |       | 72.79     |                      |

Legenda
| Recorde mundial       | Recorde mundial (World record)               |                       | Recorde africano                      | Recorde africano (African) |                                           | Q | Classificado por posição (Qualified) |
| Recorde do campeonato | Recorde do campeonato (Championship record)  | Recorde da América    | Recorde da América (Americas)         | q                          | Classificado por melhor tempo (Qualified) |   |                                      |
| Melhor marca do ano   | Melhor marca do ano (World leading)          | Recorde asiático      | Recorde asiático (Asian)              | DNS                        | Não largou (Did not start)                |   |                                      |
| Recorde nacional      | Recorde nacional (National record)           | Recorde europeu       | Recorde europeu (European)            | DNF                        | Não terminou (Did not finish)             |   |                                      |
| Recorde pessoal       | Recorde pessoal do atleta (Personal best)    | Recorde da Oceania    | Recorde da Oceania (Oceania)          | DSQ / DQ                   | Desclassificado (Disqualified)            |   |                                      |
| Recorde da temporada  | Recorde da temporada do atleta (Season best) | Recorde sul-americano | Recorde sul-americano (South America) | NM                         | Sem marca (No mark)                       |   |                                      |